# McDonnell FH-1 Phantom

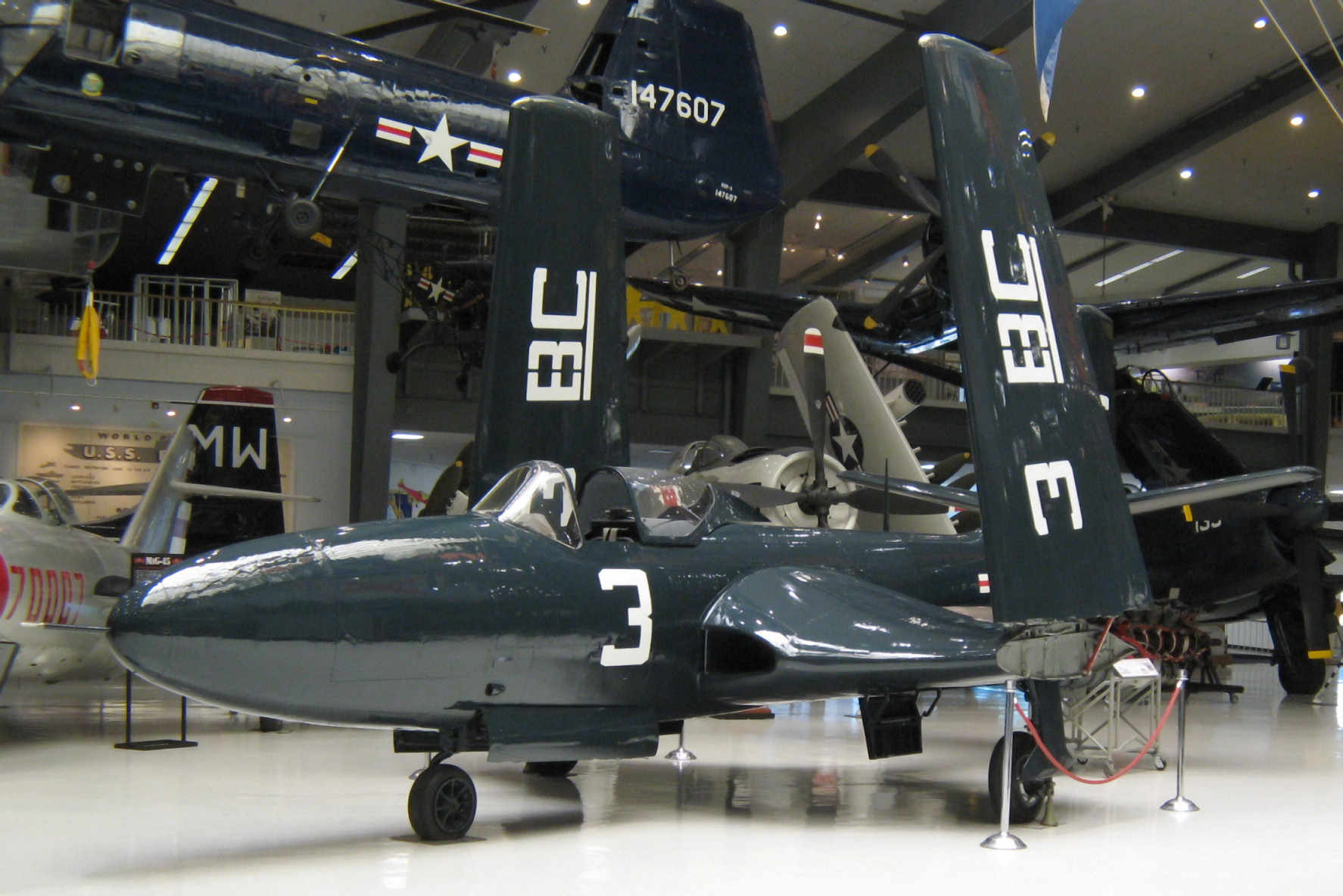
McDonnell FH-1 Phantom au Naval Aviation Museum de Pensacola, Floride.

Le McDonnell FH-1 fut le premier avion à réaction américain à pouvoir décoller d'un porte-avions ou à s'y poser. Il fut également le premier avion opérationnel de ce type à servir dans l’US Navy et l'US Marine Corps, même s'il ne fut construit qu'à soixante-six exemplaires

## Conception
En août 1943, le Bureau aéronautique de la Marine, demanda à la jeune compagnie McDonnell Aircraft Corporation d’étudier un chasseur à réaction embarqué. Westinghouse Electric Company fut désigné pour concevoir les réacteurs. Les deux compagnies acceptèrent ce défi. Après plusieurs essais sur le nombre et la taille des réacteurs, il fut décidé que deux réacteurs montés à la jonction des ailes et du fuselage étaient plus économiques et plus performants. Le nez de l’appareil était équipé de quatre mitrailleuses de calibre 12,7 mm.
En janvier 1945, le premier prototype fut construit mais un seul réacteur Westinghouse 19XB-2B était disponible. Les essais au sol se révélant très concluants, il fut décidé d'effectuer le premier vol avec un seul réacteur, ce qui fut effectué le 26 janvier 1945. Le premier vol avec les deux réacteurs eut lieu quelques jours plus tard. Le 21 juillet 1946, le prototype fit son premier cycle d’appontage à partir du USS Franklin D. Roosevelt. Il réussit à décoller sans l’assistance de la catapulte. Très impressionnée par ces performances, l’US Navy passa commande de cent exemplaires de série, mais avec la fin de la guerre, la commande fut ramenée à trente exemplaires, puis finalement augmentée à soixante exemplaires.

## Carrière

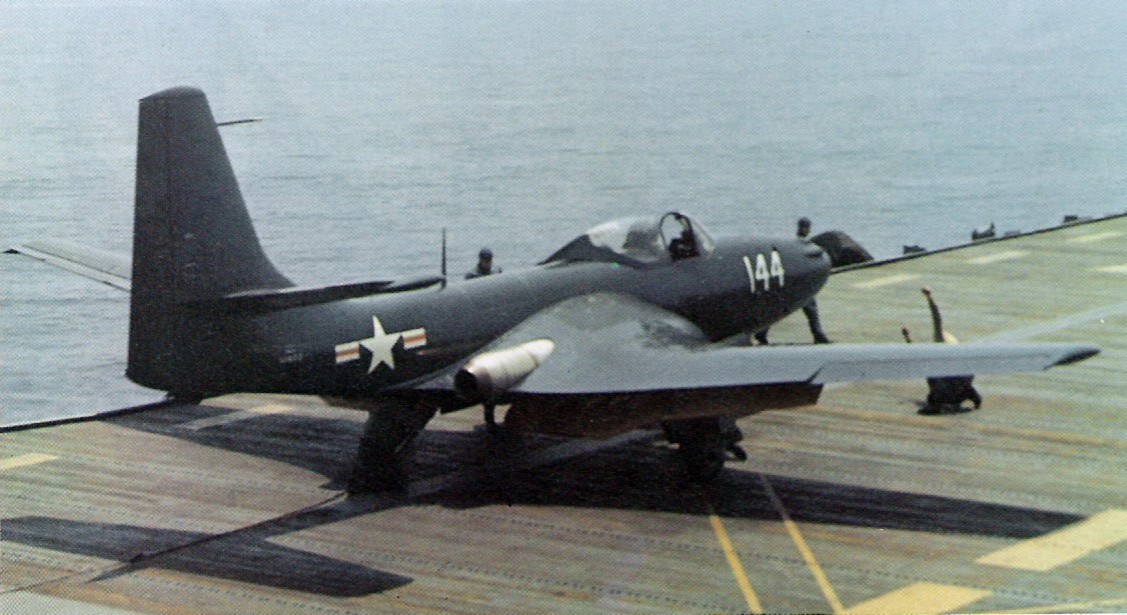
McDonnell FH-1 Phantom du VF-17A sur le USS Saipan (CVL-48) en mai 1948

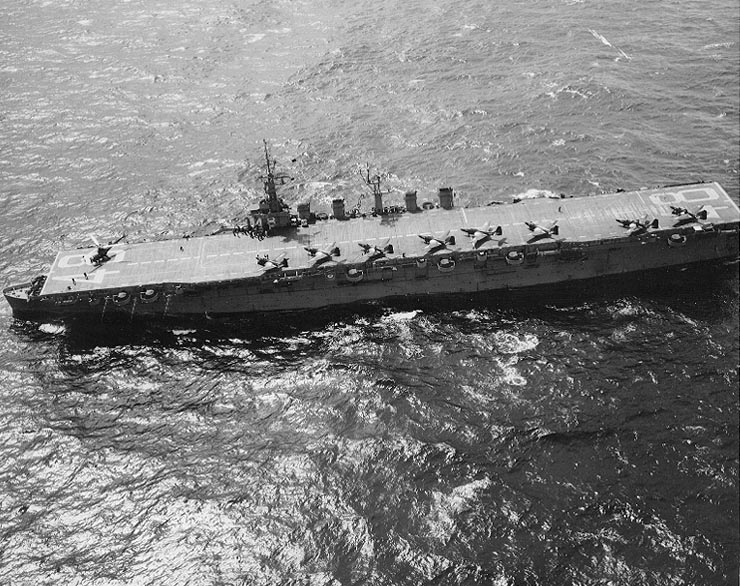
Des FH-1 à bord du USS Saipan (CVL-48)

Le premier Phantom de série décolla en octobre 1946. Par rapport au prototype, le fuselage avait été allongé de 48 cm pour augmenter la capacité en carburant interne. La mise en service se fit en juillet 1947, et la VF-17 fut la première escadrille de l’US Navy opérationnelle sur avion à réaction. En mai 1948, la VF-17, embarquée à bord du USS Saipan, mena une série d’appontages et de simulations d’attaque et devint du même coup la première escadrille embarquée au monde à être opérationnelle sur avion à réaction.
Le FH-1 Phantom atteignit tous ses objectifs et permit de jeter les bases d’utilisations opérationnelles d’un avion à réaction à bord d’un porte-avions. La première escadrille de l'US Marine Corps à déployer le Phantom fut la VMF122. Le Phantom devient l'appareil de la patrouille acrobatique de l’USMC, les « Flying Leathernecks ».
Les Phantom avaient un faible taux de montée, une avionique limitée, et étaient incapables de larguer des bombes. Ils furent retirés des unités de première ligne dès 1949 et servirent alors d'avions entraînement et de perfectionnement. Ils furent définitivement réformés en 1954. Entre-temps, McDonnell avait réalisé un nouvel avion plus performant, le F2H Banshee.
Le Phantom révéla aussi un inconvénient dû à la position des mitrailleuses. Ces dernières se trouvant dans le nez de l'avion et très proches du cockpit, le pilote pouvait se trouver aveuglé lors du tir.
Un Phantom réussit l'exploit de décoller d'une plage par ses propres moyens, après avoir effectué un atterrissage par erreur.

### Développement lié
- F2H Banshee

### Aéronefs comparables
- de Havilland Sea Vampire
- Hawker Sea Hawk
- North American FJ-1 Fury
- Supermarine Attacker
- Vought F6U Pirate